# Glasovne besedne figure
Glasovne besedne figure so v  pesniškem jeziku tiste figure, pri katerih je učinek izraza že v samem zvoku besede. Prav zaradi tega neposrednega in takoj zaznavnega učinka se te figure najpogosteje uporabljajo predvsem v pesništvu in v pregovorih, pa tudi v govorništvu in včasih v pripovedništvu. Glavne oblike so: polni stik (rima), samoglasniški stik (asonanca), soglasniški stik (aliteracija) in sličnoglasje (onomatopoija)

## Polni stik
Polni stik ali rima (lat. rhythmus = ritem) je ujemanje končnega dela dveh besed, navadno zadnjih dveh zlogov; ker se besedi nahajata po navadi na koncu verzov, pesem tako dobi poseben ritem in kadenco. Med najlepše slovenske rime spadajo gotovo Župančičeve, na primer: Pošastno sopihajoč / kot demon vlak gre v noč. A tudi pregovori nudijo odlične rime: Hitra ženitev, dolga grenitev. 
Rima je bila v klasičnih poezijah nepogrešljiva in celo obvezna figura, v slovenski povojni poeziji se je pesniki poslužujejo samo občasno, kakor ostalih figur, ko želijo doseči posebni učinek.

## Samoglasniški stik
Medtem ko se pri polnem stiku (rimi) ponavlja končni del besede, ki je lahko en sam zlog ali pa tudi več zlogov, se pri samoglasniškem stiku ali asonanci (lat. adsonare = sozveneti) ponavljajo le samoglasniki. Besede so popolnoma različne, a samoglasniki v njih so vedno isti. Ponavljanja samoglasnikov je pa  posebno zanimivo, ko se te besede vrstijo ena za drugo v istem verzu in tako ustvarjajo izrazit učinek: Krog mene stene večne ječe (Gregorčič).

## Soglasniški stik
Soglasniški stik ali aliteracija (lat. littera = črka) je figura, pri kateri se ponavlja isti soglasnik ali ista skupina soglasnikov. Najhitreje je opazna, ko se več besed začenja z isto črko, na primer: Veter vije v večni vihri, črni čolni čudno čofotajo. V vsakdanji govorici je veliko skovank, ki skušajo sestaviti čim daljšo pripoved iz besed z isto začetnico. Znana je na primer Parna pekarna pri Pepetu Piklju peče potice po petdeset par, ki je menda dosegla že preko tristo zaporednih besed na p. Morda se spomnIte reklame za Petrol: "Prelestno pokrajino preveva pomlad. Petra pa Primož pravkar poročena potujeta po prašni poti ..." Menda v njej ni bilo nobenega drugega začetnega glasu.
V strožjem smislu je aliteracija omejena le na vzglasni in naglašeni besedni zlog, zato sta v Gregorčičevem verzu "in vedra višnjevost višav" aliteracijsko povezani le besedi "vedra višnjevost".    
V poeziji je bolj čislan soglasniški stik, pri katerem se ponavlja skupina soglasnikov v sredini besede, na primer: najmastnejše dopustno listno testo za predpostne pustne preste. Toda tako izumetničeno zaporedje kaj lahko izgubi vsako poezijo in meji že na ugankarstvo, zato se ga pesniki le redko poslužujejo.

## Sličnoglasje
Sličnoglasje ali onomatopoija (grš. onoma = ime, poieo = delam) je posnemanje naravnih glasov, ki se doseže z uporabo primernih črk. Že v navadni govorici mnogo besed posnema naravne glasove, na primer boben, kukavica, mrmranje. Pesniki pa se spretno poslužujejo ne samo soglasnikov, temveč predvsem samoglasnikov, ki skoraj neopazno ustvarjajo zaželeni učinek. Vsak samoglasnik namreč izraža določen občutek. Poudarjeni ali ponavljajoči se a vzbuja občutek nevarnosti in nemoči (strašan, močan namestro strašen in močen, pa tudi poplava, vihar, katastrofa). Pri zaporedju glasa e se nas polasti negotovost, bodisi v negativnem pogledu (nesrečen, spremenjen) kot tudi v pozitivnem (presenečenje, nezrel).  Prepogosta uporaba glasa i neprijetno vpliva na bralca, ker pomeni neko zbadanje in celo tragedijo (vik in krik, ironija, pa tudi kri, krvi). Glas o je tipičen pri žalosti (joj, pokojni, otožen). Še bolj poudarja tegobo in sploh vse neprijetne občutke glas u (hud, trud, luknja, brus).
Največji mojster v rabi sličnoglasja je v slovenski književnosti  Prešeren, ki se je sicer rad posluževal tudi vseh drugih glasovnih, besednih in stavčnih figur.